# Olympische Jugend-Sommerspiele 2014/Teilnehmer (Nigeria)
| Gelbes Symbol für Goldmedaillen mit stilisierten Olympischen Ringen | Graues Symbol für Silbermedaillen mit stilisierten Olympischen Ringen | Braundes Symbol für Bronzemedaillen mit stilisierten Olympischen Ringen |
| ------------------------------------------------------------------- | --------------------------------------------------------------------- | ----------------------------------------------------------------------- |
| —                                                                   | —                                                                     | —                                                                       |

Die nigerianische Jugend-Olympiamannschaft für die II. Olympischen Jugend-Sommerspiele vom 16. bis 28. August 2014 in Nanjing (Volksrepublik China) bestand aus zwölf Athleten. Auf Druck der chinesischen Veranstalter wegen der Ebolafieber-Epidemie 2014 bis 2016 in Westafrika nahm das Land schlussendlich nicht an den Spielen teil.

## Athleten nach Sportarten

### Beachvolleyball
| Mädchen - Jummai Bitrus - Tochukwu Nnoruga | Jungen - Phillip Akande - Samuel Morris |

### Leichtathletik
| Mädchen - Mercy Ntia-Obong 100 m - Praise Idamadudu 200 m - Oluwatobiloba Amusan 100 m Hürden - Abimbola Junaid 400 m Hürden | Jungen - Samson Nathaneil 400 m - Bashiru Abdullahi 110 m Hürden - Fabian Edoki Dreisprung |

### Ringen
Mädchen
- Bose Samuel
Freistil bis 46 kg